# Централен комитет на ВМОРО и ВМРО
Централният комитет е ръководното тяло на Вътрешната македоно-одринска революционна организация, по-късно на Вътрешната македонска революционна организация. Революционната мрежа на ВМОРО е изградена от селски, окръжни и околийски комитети, а цялостната дейност и важните решения на организацията зависят от Централния комитет. За пръв председател на ЦК е избран Христо Татарчев през 1894 година. Комитетът преустановява дейността си с разтурянето на ВМРО след Деветнадесетомайския преврат от 1934 година, тогава членове на ЦК са били Иван Михайлов, Владимир Куртев и Георги Настев. Успоредно с Централния комитет от 1896 година действа и Задграничното представителство на ВМОРО, закрито през 1928 година.

## Състав и права на комитета
Централният комитет на ВМОРО се състои от трима равноправни членове: председател, секретар и касиер, като освен тях понякога се включват трима съветници и задграничните представители на Организацията. Като върховен орган на ВМОРО комитетът избира уставите, програмите и правилниците и. Също така назначава местните ръководители, грижи се за финансите, потвърждава смъртните присъди т.н.

## Дейност

### 1894 – 1905
През 1894 година на първия редовен конгрес на ВМОРО в Ресен за председател на централния комитет е избран Христо Татарчев, а за секретар Даме Груев. Те поемат и ръководството на Солунския революционен окръг През 1896 година Гьорче Петров е член на ЦК, но след като се установява в София е заместен от Христо Матов, като по това време и Иван Хаджиниколов е в комитета. На Солунския конгрес през август 1896 година за член на комитета е избран Христо Коцев. Даме Груев напуска ЦК и заминава в Лиеж, за да подсигури доставка на динамит и барут. На негово място за кратко действа Григор Попев, а Пере Тошев става член на ЦК през 1898 година През 1898 – 1899 година ЦК реализира две важни за революционното дело цели. Комитета започва изпращането на списъци в Българската екзархия, по които се назначават за български учители членове на организацията, а през 1899 година се създава и Четническия институт на ВМОРО, чрез който се масовизира четническото движение. През същата година и Христо Батанджиев подава оставка от комитета, поради заетостта му в канцеларията на българската митрополия. Междувременно е решено да се отстранят екзархистките митрополити Григорий и Герасим, и дейците на Българско тайно революционно братство поради назрялите спорове между тях и организацията, но идеята е отхвърлена от Иван Хаджиниколов, който казва още: 
| „ | Ние сме си заложили главите за доброто на българите, та ние българи ли ще убиваме? Никога няма да се съглася на такова нещо. Ако тия хора от заблуда или от друго неща сега са наши противници, утре ще бъдат наши съратници. | “ |

- Печат на ЦК
- Печат на ЦК
- Печат на ЦК

Комитетът и изобщо организацията изпадат в криза след разкритията на Винишката и Солунската афери, при които почти всички главни дейци на ВМОРО са арестувани и заточени в Мала Азия. През 1900 година в будапещенския вестник „Pester Loyd“ излиза статия, по-късно препечатана в румънския „Independens Romaine“, в която за първи път са публикувани имената на членове на централния комитет. Преговорите между ВМОРО и ВМОК последвали Осмия македоно-одрински конгрес в София се увенчават с подписването на „Майското съглашение“ от 16 май 1901 година. Според него офицерите получават право да се включват в ЦК на ВМОРО и другите структури на вътрешната организация, да запазят владение над складовете за оръжие и боеприпаси по границата на България, с което на практика печелят преимущество при бъдещото решение за вдигане на въстание.
През 1903 година на Солунския конгрес Централен комитет в лицето на Иван Гарванов, Спас Мартинов и Димитър Мирчев взима решение за вдигане на всеобщо въстание.

### 1905 – 1908
На Рилския конгрес през октомври 1905 година за членове на ЦК са избрани Даме Груев, Пере Тошев и Тодор Попантов от Сярската група. За легален член е избран Евтим Спространов. Основна тяхна цел е да тушират разцеплението в организацията, което обаче те не успяват да постигнат. Даме Груев е убит на път за София през декември 1906 година, а Пере Тошев и Тодор Попантов не присъстват на Съвещателно събрание в София. На Кюстендилския конгрес на ВМОРО от март 1908 година за членове на централния комитет са избрани Павел Христов, Ефрем Чучков и Петко Пенчев.
След Младотурска революция ВМОРО практически преустановява дейността си до 1911 година.

### 1911 – 1919
След като ВМОРО е възстановена в началото на 1911 година Тодор Александров, Христо Чернопеев и Петър Чаулев са избрани за членове на ЦК, а запасни членове стават Христо Татарчев, Петър Кушев и Пейо Яворов.
С включването на България в Първата световна война на страната на Централните сили през октомври 1915 година структурите на ВМОРО изцяло се вливат в състава на Българската армия. Така в хода на войната на практика организацията постепенно прекратява повторно съществуването си.

### 1919 – 1924
По идея на членовете на последния централен комитет на ВМОРО, избран през 1911 година в състав: Тодор Александров, Петър Чаулев и Александър Протогеров (последният като резервен член замества убития през войната Христо Чернопеев) организацията е възстановена като Вътрешна македонска революционна организация на 20 декември 1919 година. Опозицията във ВМРО иска с възстановяването на ВМРО да се организира конгрес на организацията, на който досегашният ЦК на ВМРО да извади пълен отчет за свършената дейност. Такъв не се състои до убийството на Тодор Александров през август 1924 година. Александър Протогеров бламира участието на Петър Чаулев в ЦК на ВМРО на Струмишкия районен конгрес заради участието му в подписването на Майския манифест.

### 1925 – 1928
В началото на 1925 година се свиква конгреса на ВМРО в Сърбиново. За членове на ЦК са избрани Александър Протогеров, Георги Попхристов и Иван Михайлов, като последният оглавява организацията почти еднолично. Седмица преди конгреса на ВМРО в Крупник Александър Протогеров е убит по нареждане на Иван Михайлов. Оформят се група на Протогеровистите и такава на Михайловистите, като и двете организират свой конгрес и избират свои представители. На конгреса на ВМРО на Иван Михайлов не присъстват членът на Централния комитет Георги Попхристов и членовете на Задграничното представителство Наум Томалевски, Кирил Пърличев и Георги Баждаров, но въпреки това за членове на ЦК са избрани Иван Михайлов, Иван Караджов и Страхил Развигоров. Като резервни членове влизат Йордан Гюрков, Владимир Куртев и Иван Попевтимов.

### 1929 – 1934
След конгреса започват фракционни борби в организацията, в резултат на което тя е силно обезкървавена. Иван Караджов и Страхил Развигоров се отказват по различни причини от постовете си скоро след това. Организацията губи доверието към нея както в България, така и в Европа. През 1934 година ВМРО е забранена от правителството на Кимон Георгиев. Иван Михайлов минава в нелегалност и бяга през Турция в Западна Европа.